# Цединя
Цединя (пол. Cedynia, нім. Zehden) — місто в північно-західній Польщі на річці Одра, близько кордону з Німеччиною в Західнопоморському воєводстві, в Грифінському повіті, осередок місько-сільської ґміни Цединя .  
Станом на 31 березня 2014 року в місті проживає 1 642 мешканців. 

## Розташування
Цединя є найвіддаленішим на захід польським містом. Розташовується в західній частині Західнопоморського воєводства, в південно-східній частині Грифінського повіту. Місто лежить західному краю Поозерря Мислоборського, на декількох піднесеннях Кшимовських пагорбів (які доходять до 60 метрів над рівнем моря). На захід від міста широко простягається польдер, який з'явився після регуляції Одри в XIX столітті. Та ділянка, під назвою Жулави Цединські, розташована навіть в незначній депресії - 0,3 метра під рівнем моря.       

## Історія
В VII-VI ст. до н.е. на терені нинішньої Цедині з'явилося оборонне поселення Лужицької культури. У X-XII столітті на терені поселення повстав охоронний град для вартування над переправою через ріку Одра. Загалом містечко асоціюється з битвою під Цединею між князем Полян Мешком І та графом Лужицького валу Ходо. У XII-XIII ст. Цединя була центром кастелянії (адміністративна одиниця). У 1252 році Цединю зайняли брадербургійці, котрі спровадили сюди місіонерів. Згодом в околиці міста були збудовані чисельні монастирі, серед яких монастир Цистеріанців. Монастир був багато оздоблений, що стало причиною його великого впливу на економічний розвиток міста та околиці.
У 1295 році Цединя була згадана в буллі папи Боніфація VIII. 
У 1299 році Цединя отримала статус міста, а в 1346 з'явився суд. Від 1452 року голову міста почала вибирати міська рада у складі старшин. Під кінець XIV століття маркграфи втратили зацікавленість теренами Лужицького валу і в році 1402 місто разом з околицями було продане Тевтонському орденові. Важка фінансова ситуація Ордену стала причиною продажу у 1454 році Бранденбургії, де тоді владарював Фрідріх ІІ. Під впливом руху Реформації у 1555 році відбулася секуляризація Ордену, а остання черниця покинула стіни монастиря у 1611 році. Місто взяло на себе відповідальність забудови теренів. В часи Тридцятирічної війни Цединя була захоплена шведами, а у 1631 році шведський король Густав II Адольф вибрав це місто своїм осередком. У 1637 року під містом відбувся бій, який став причиною серйозних пошкоджень забудови міста, а монастирські споруди стали руїною. У 1641 за наказом короля Фрідріха Вільгельма I   руїни монастиря були перебудовані в бароковий палац для полювання. Кінець XVII століття для міста був трагічним, тому що 1699 забудову знищила велика пожежа. У 1701 році Цединя була захоплена пруссаками, чиїх тодішньою столицею був Франкфурт-на-Одері. В Цедині закладено окружний суд. У 1850 році на місці давнього монастиря збудовано осередок королівської пошти. 
XIX століття стало промисловим розвитком міста - збудовано велику цегельню та пивоварню. У 1885 році Цединя досягла найбільшої в своїй історії кількості жителів - місто населяло 1892 мешканця. Ця кількість впала до 1533 особи у 1910 році та знову виросла до 1738 мешканців у 1939 році. Повільний розвиток міста пояснювався відсутністю поблизу залізничних шляхів. Лише у 1930 році до Цедині було продовжено вузькоколійну залізничну лінію з Бад-Фрайєнвальде. 1944 року трасою їздило 7 складів . 1940 року в місті була велика повінь, яка серйозно пошкодила міську інфраструктуру та залізничну колію. В січні 1945 року почалися бої за місто, в результаті яких було пошкоджено всі найближчі дорожні мости на Одрі, а залізничний міст був знищений. 3 лютого 1945 року до міста ввійшли війська Червоної Армії. Після завершення Другої світової війни Цединя опинилася в адміністративних межах Польщі. Забудова була знищена на 45%, а місто по виселенню тодішніх мешканців стало пустим. Лише в рамках переселенської акції до Цедині прибули поселенці з центральних районів Польщі та з давніх східних кресів. Короткий проміжок часу місто називали Цедно. Також місто називали Цедзина та Щербець. Сьогоднішню назву впровадили у 1946 році. В наступних роках відбулася відбудова інфраструктури міста та забудови. Через зміну кордонів залізнична колія не була відбудована, так що сьогодні від не неї залишилося жодного сліду. У 1957 році кількість мешканців міста становила 1040 осіб. 
У 1972 році на річницю тисячоліття Битви під Цединею на пагорбі Ччібора збудований Пам'ятник Польської Перемоги над Одрою. В самій Цедині збудовано кілька монументів, серед яких три мозаїки. Дві з них є досить стереотипними, де німці показані у темно-чорних відтінках. 

## Демографія
Демографічна структура станом на 31 березня 2011 року:
|          | Загалом | Допрацездатний вік | Працездатний вік | Постпрацездатний вік |
| -------- | ------- | ------------------ | ---------------- | -------------------- |
| Чоловіки | 865     | 187                | 627              | 51                   |
| Жінки    | 864     | 162                | 552              | 150                  |
| Разом    | 1729    | 349                | 1179             | 201                  |

## Галерея
|  |  |  |  |

## Туризм/Визначні місця
- Цединський Ландшафтний Парк;
- Цединський Регіональний Музей;
- Польський Монумент Перемоги над Одрою, збудований у 1972 році;
- Городище IX-XII ст. з фрагментом відновленого частоколу;
- Поселення Лужицької культури.